# Lill-Lungen
Lill-Lungen är en sjö i Storfors kommun i Värmland och ingår i Göta älvs huvudavrinningsområde. Sjön är 2,6 meter djup, har en yta på 1,55 kvadratkilometer och är belägen 112,1 meter över havet. Sjön avvattnas av vattendraget Kvarnbäcken. Vid provfiske har bland annat abborre, björkna, braxen och gers fångats i sjön.

## Delavrinningsområde
Lill-Lungen ingår i det delavrinningsområde (660699-141058) som SMHI kallar för Utloppet av Lill-Lungen. Medelhöjden är 148 meter över havet och ytan är 16,68 kvadratkilometer. Det finns inga avrinningsområden uppströms utan avrinningsområdet är högsta punkten. Kvarnbäcken som avvattnar avrinningsområdet har biflödesordning 4, vilket innebär att vattnet flödar genom totalt 4 vattendrag innan det når havet efter 334 kilometer. Avrinningsområdet består mestadels av skog (72 procent). Avrinningsområdet har 1,55 kvadratkilometer vattenytor vilket ger det en sjöprocent på 9,3 procent.

## Fisk
Vid provfiske har följande fisk fångats i sjön:
- Abborre
- Björkna
- Braxen
- Gärs
- Gädda
- Löja
- Mört
- Sarv